# Vương tộc Griffin
Nhà Griffin (tiếng Đức: Greifen; tiếng Ba Lan: Gryfici, tiếng Đan Mạch: Grif) còn được gọi là triều đại Griffin, là gia tộc cai trị Công quốc Pomerania từ thế kỷ XII cho đến năm 1637. Tên "Griffins" được sử dụng từ sau thế kỷ XV  và đã được lấy từ Phù hiệu áo giáp. Công tước Wartislaw I (mất năm 1135) là người cai trị đầu tiên của Công quốc Pomerania và là người sáng lập ra triều đại Griffin. Nhân vật nổi bật nhất của Nhà Griffin là Eric xứ Pomerania, người trở thành vua của Liên minh Kalmar vào năm 1397, do đó người này đã đồng cai trị Đan Mạch, Thụy Điển và Na Uy. Công tước thuộc gia tộc Griffin cuối cùng của Pomerania là Bogislaw XIV, người đã chết trong Chiến tranh Ba mươi năm, dẫn đến sự phân chia Pomerania giữa Brandenburg-Phổ và Thụy Điển. Nữ công tước Anna xứ Pomerania, con gái của Công tước Bogislaw XIII và là Công tước cuối cùng của Nhà Griffin, qua đời vào năm 1660.

## Tên gọi của triều đại
Vương triều này được biết đến với hai cái tên (1) Pomerania, theo tên thái ấp chính của họ, và (2) Griffin (Điểu sư) được in trên huy hiệu của gia tộc từ cuối thế kỷ XII: việc sử dụng hình tượng điểu sư làm biểu tượng trên huy hiệu đầu tiên là trên con dấu của Casimir II, Công tước xứ Pomerania, trong đó có hình con thú tưởng tượng điểu sư bên trong một chiếc khiên và được đính kèm với một tài liệu đề ngày 1194. Cái tên Pomerania xuất phát từ tiếng Slav "po more", có nghĩa là "[đất] dọc ven biển".